# Hohenberg (Aalen)
 Hohenberg  ist ein Teilort von Waldhausen, einem Stadtbezirk von Aalen.

## Lage und Verkehrsanbindung
Hohenberg liegt südöstlich des Stadtkerns von Aalen und westlich von Waldhausen. Von Hohenberg führt jeweils eine kleine Straße nach Ebnat und Geiselwang.
Der Ort liegt auf dem Härtsfeld, einer Hochfläche der Schwäbischen Alb.

## Geschichte
Hohenberg wurde das erste Mal 1428 als Hohenperg erwähnt. Es gehörte zur Kirchenpflege Unterkochen und war bis 1933 auch Teil der Gemeinde Unterkochen.
1854 hatte der Ort 24 Einwohner.

## Galerie

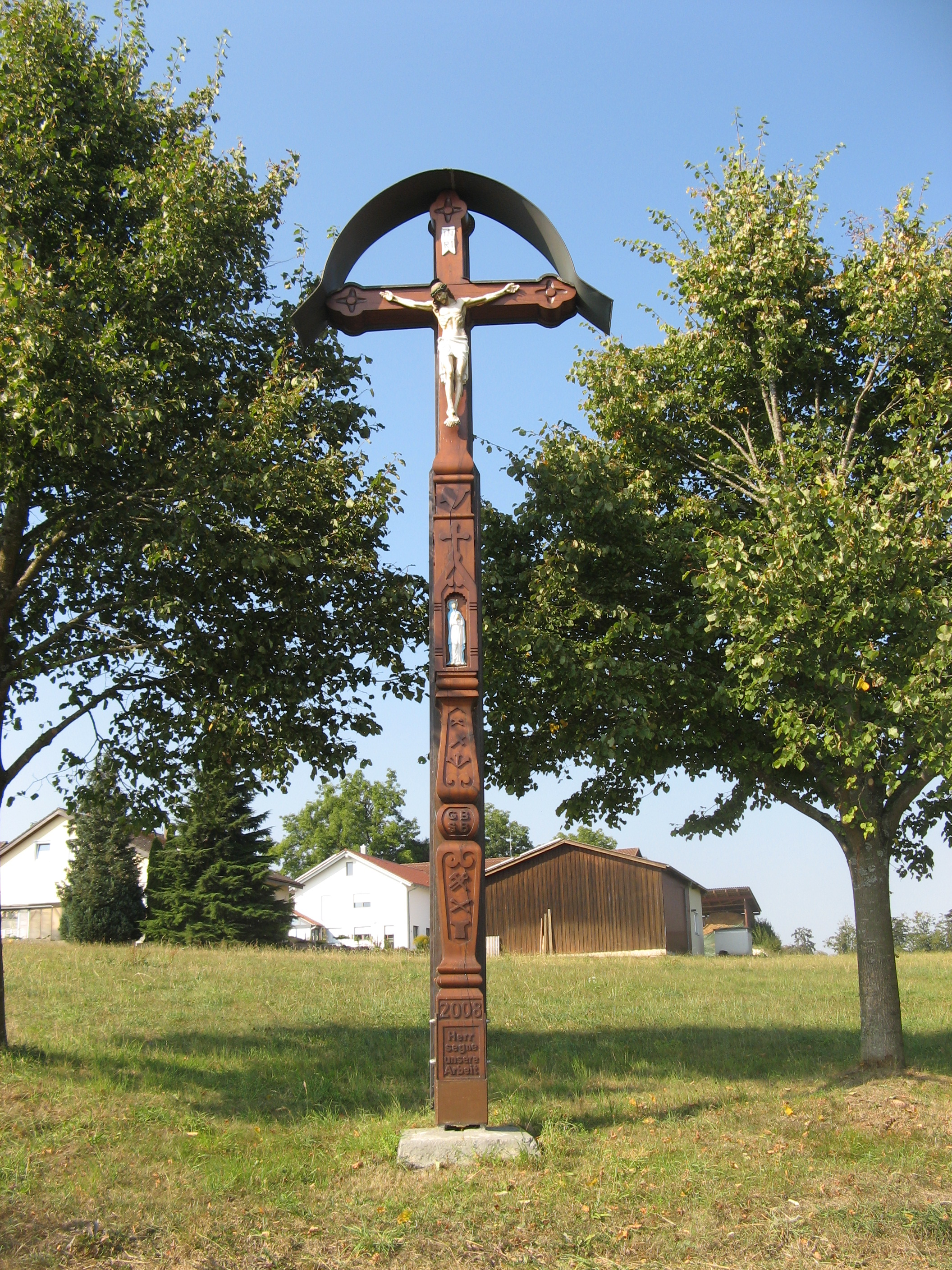
Wegkreuz vor Hohenberg
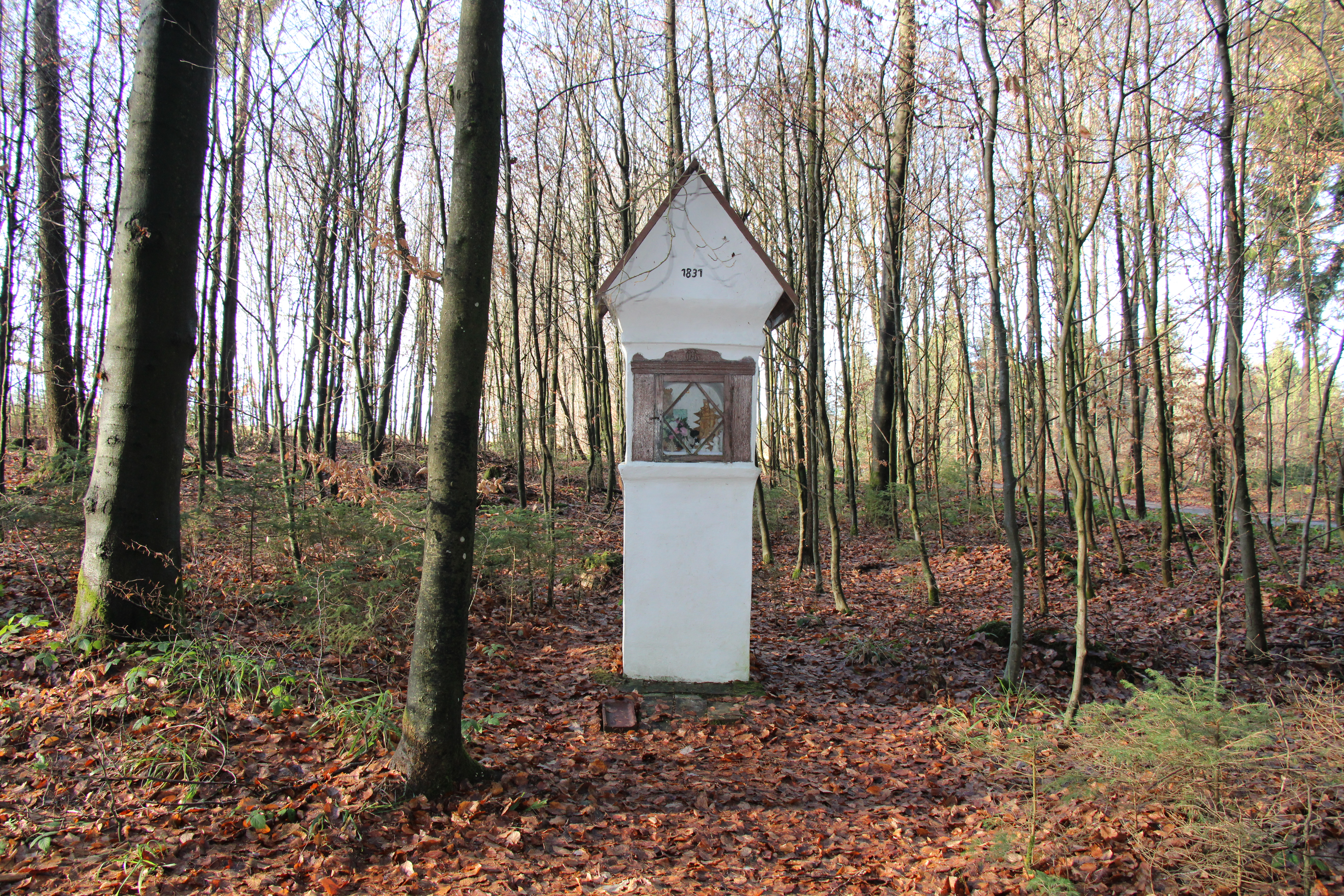
Wegschrein bei Hohenberg